# Synchroonzwemmen

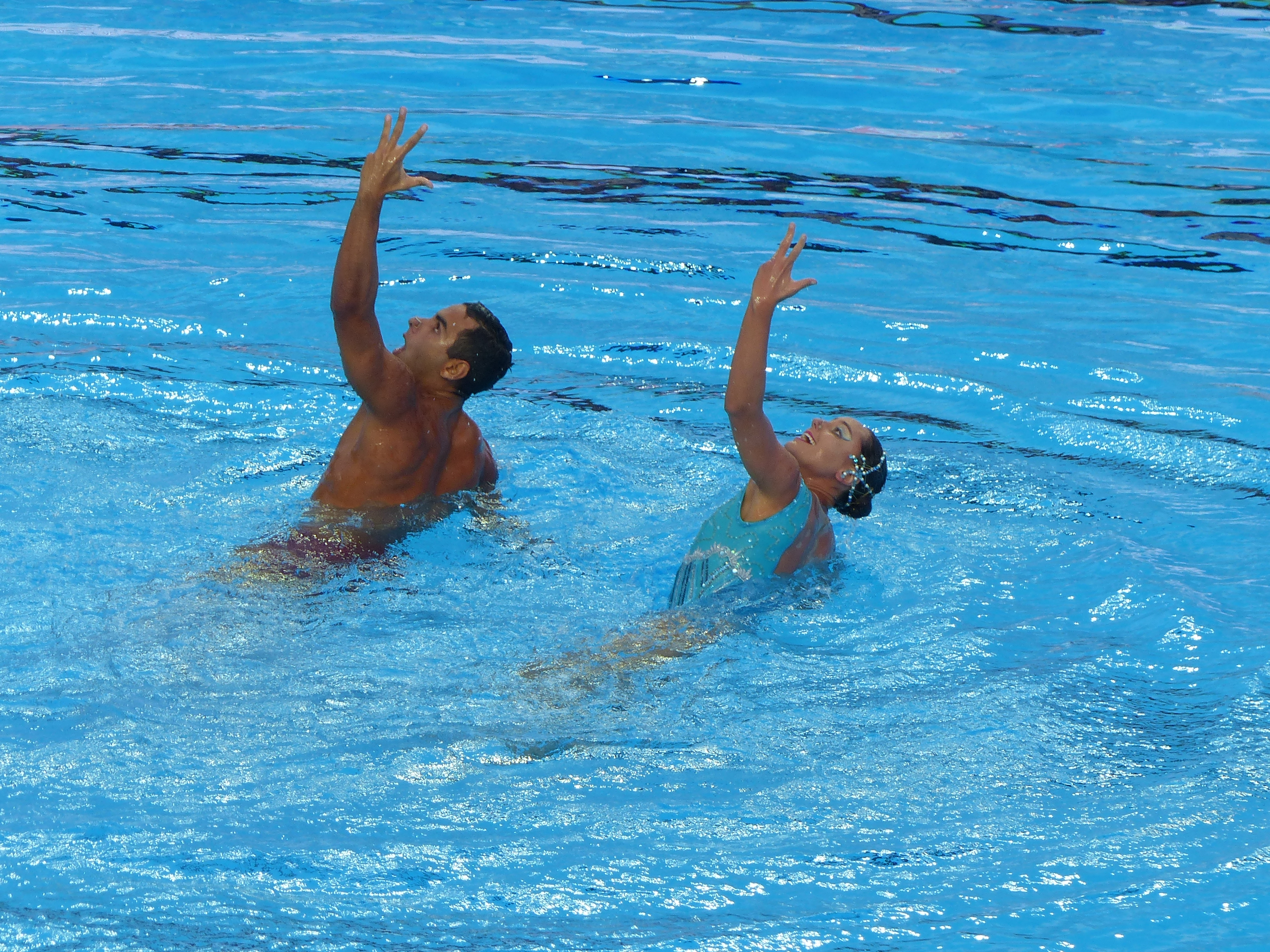
Mixed duet bij de Wereldkampioenschappen synchroonzwemmen 2017

Synchroonzwemmen, sinds 2017 officieel gekend als artistiek zwemmen, is een watersport. "Synchroon" betekent "gelijk". De sport was enige tijd een vrij exclusief vrouwelijke aangelegenheid, hoewel het oorspronkelijk door mannen werd geïntroduceerd.
De sport wordt ook wel "kunstzwemmen" of "waterballet" genoemd, dat laatste vooral vanwege de overeenkomsten met ballet. Het is een sierlijke, maar zware sport want men moet niet alleen de vier zwemslagen (vrije slag, vlinderslag, rugslag en schoolslag) beheersen, maar ook gevoel voor ritme hebben.
Een groot deel van de figuren wordt onder water uitgevoerd.

## Geschiedenis
In het synchroonzwemmen zijn vier wedstrijddiploma's te behalen, oplopend in moeilijkheidsgraad van 'beginner' tot 'senior'. Tevens zijn er vijf aanloopdiploma's die nodig zijn om voor wedstrijddiploma's in aanmerking te komen. Deze diploma's hebben namen gebaseerd op figuren uit het synchroonzwemmen, oplopend in moeilijkheidsgraad van 'basishoudingsdiploma' tot 'barracudadiploma'.
Synchroonzwemmen is ontstaan aan het einde van de negentiende eeuw. Men noemde het toen 'trick zwemmen'. In het water liet men 'trucjes' zien, zoals salto's en rollen. In een latere fase begon men met meerdere mensen patronen te vormen. Toen werd het 'figuurzwemmen' genoemd. Een verschil tussen figuurzwemmen en trick zwemmen is dat het figuurzwemmen op muziek uitgevoerd werd.
Het synchroonzwemmen, zoals we dat nu kennen, begon tijdens de wereldtentoonstelling in 1934 in Chicago, toen Kay Curtis haar meisjes op muziek liet zwemmen en figuren liet maken. Na de Tweede Wereldoorlog werd de sport in Europa populair, vooral toen de Amerikaanse Hollywoodster Esther Williams in vele naoorlogse musicals als zwemmende ballerina optrad. Van demonstratiesport tijdens de Londense Olympische Spelen in 1948, is waterballet stilaan geëvolueerd tot kunstzwemmen, een Olympische sporttak waarmee we tijdens de Olympische Spelen van Los Angeles kennis maakten.
In 1956 werd zij door de wereldzwembond FINA (Fédération Internationale de Natation) erkend, waarna met ingang van 1965 regionale kampioenschappen over de gehele wereld mogelijk waren. De eerste officiële wereldkampioenschappen werden gehouden in Belgrado in 1973 en de eerste officiële Europese kampioenschappen vonden een jaar later plaats in Amsterdam.
Bij de Europese kampioenschappen van 1977 in Nässjö/Jönköping, behaalde de Nederlandse ploeg goud. De groep bestond uit: Marijke Engelen, Judith van de Berg, Helma Gluvers, Catrien Eijken, Vera Verloop, Lida van Veen, Metty de Jong en Karin van Noort.

## Kenmerken
Enkele kenmerken die iemand dient te hebben wanneer men aan de sport wil beginnen, zijn:
- de lenigheid van een turnster
- de conditie van een zwemmer die de 800m crawl zwemt, maar met minder gelegenheid om te ademen
- de lichaamsbeheersing van een kunstschaatser die figuren, sprongen en draaien maakt, maar dan in het onstabiele water
- de kracht van een waterpolospeler om zo hoog mogelijk uit het water te komen
- de elegante houding, het gevoel voor muziek en aandacht voor choreografie van een danser
- het ritme van muziek horen.

## Olympische Spelen
Sinds Los Angeles 1984 staat synchroonzwemmen op het Olympische programma. België werd bij het onderdeel solo vertegenwoordigd door Patricia Serneels. Zij eindigde in de voorronde op de 15e plaats, en ging niet door naar de finale. In het duet bereikten Semeels en Katia Overfeldt in de voorronde ook op de 15e plaats, onvoldoende voor een plek in de finale. Marijke Engelen eindigde namens Nederland op een eervolle vierde plaats bij het solo. Samen met Catrien Eijken zwom ze in het duet naar een zesde plaats. Namens de Nederlandse Antillen kwamen Esther Croes en Nicole Hoevertsz in actie in het duet. Zij eindigden in de voorronde op de 18e en laatste plaats.
Vier jaar later in Seoel, kwam bij het onderdeel solo Patricia Serneels opnieuw in actie. Namens Aruba deden Yvette Thuis en Roswitha Lopez mee, zowel individueel als in het duet. Geen van deze drie dames haalde de finaleronde
In 1992 werd het Nederlands taalgebied enkel vertegenwoordigd vanuit Nederland. Drie dames zwommen bij het onderdeel solo. Voor Tamara Zwart en Frouke van Beek kwamen met een 20e resp. 34e plaats niet verder dan de verplichte figuren. Marjolijn Both bereikte wel de finale en eindigde daarin op de achtste plaats. Bij het onderdeel duet bestond het Nederlandse team uit de dames Both en Zwart. Zij eindigden op de zevende plaats.
In 1996 en 2000 werd Nederland niet vertegenwoordigd. Vier jaar later in Athene deden de Nederlanders Bianca en Sonja van der Velden deel aan de Spelen. Zij wisten zich toen niet te plaatsen voor de finales. In 2008 (China) plaatsten zij zich wel en werden uiteindelijk negende.
In 2012 deed Nederland niet mee. Nicolien Wellen en Elisabeth Sneeuw hadden zich tijdens het EK 2012 in Eindhoven, als het nationaal duet, bijna geplaatst voor de Olympische Spelen van dat jaar. Het duet voldeed wel aan de internationale eisen van het IOC. Helaas werd de strengere, Nederlandse NOC/NSF, eis net niet gehaald.
Als opmaat voor de toekomstige spelen heeft Nederland vanaf november 2012 weer een nationaal duet. Dit duet is samengesteld door de KNZB en wordt gevormd door Margot de Graaf (1994), Christina Maat (1994) en Liza Foppen (1996). Door bij de Europacup (mei 2015 in het Sportcomplex Koning Willem Alexander) bij de eerst 8 te eindigen plaatsten zij zich voor de Wereld Kampioenschappen te Kazan waar zij een nominatie voor de Olympische Spelen in Rio 2016 kunnen afdwingen.

## Competitie
Een competitie bestaat uit twee delen: figuren en routines.
Bij figuren worden vier figuren uitgevoerd voor een jury van zes leden. Hierbij zijn twee figuren verplicht op elke wedstrijd uit te voeren en twee figuren verschillen van wedstrijd tot wedstrijd. Enkele voorbeelden van namen van figuren zijn: eiffeltower, swordfish, Heron en Ariana. Per categorie verschillen de figuren. Het is aangepast op moeilijkheidsgraad.
Bij routines zijn er verschillende disciplines: solo, duet, team en combo. Een team bestaat uit acht zwemmers. Een combo bestaat uit 8 à 10 zwemmers. De routine is op muziek en de duur van de routine hangt af van de categorie waarin men zit.
Bij een duet mag op voorhand een reserve worden aangewezen, bij het team twee. Bij ziekte, op vertoon van een geldig doktersattest, neemt deze de plaats(en) over van de zieke(n). Indien het team alsnog personen tekortkomt, krijgt het een puntenaftrek.
Jaarlijks neemt men in België aan minimaal een viertal wedstrijden deel: Vlaams kampioenschap, Vlaams criterium, Belgisch kampioenschap en Internationale wedstrijd.

## Indeling
De wedstrijdmeisjes worden in categorieën ingedeeld op leeftijd en diploma.
- Masters = voor dames vanaf 25 jaar.[1]
- Senioren = 18 jaar en ouder
- Junioren = 17 jaar en jonger
- Age 2 = 15 jaar en jonger
- Age 1 = 12 jaar en jonger
- Categorie 7 = Aanloop categorie junioren, kan niet in Age 2
- Categorie 6 = Barracuda diploma behaald, kan niet in Age 1 vanwege leeftijd
- Categorie 5 = Barracuda diploma wordt behaald in deze categorie
- Categorie 4 = Balletbeen diploma behaald, bezig voor spagaat diploma
- Categorie 3 = Zeilboot diploma behaald, bezig voor balletbeen diploma
- Categorie 2 = Basishouding diploma behaald, bezig voor zeilboot diploma
- Categorie 1 = Basishouding diploma wordt behaald in deze categorie

## Soorten uitvoering
Er zijn verschillende soorten uitvoeringen (uitvoering = kühr): solo, duet, team en combo/combi. De masters hebben soms ook nog trio's maar dit is geen officiële uitvoering. Het kan zijn dat dit in de toekomst wel wordt uitgebreid. Solo doet iemand alleen, duet is met twee personen (met soms één reserve), team is met maximaal 8 personen (en eventueel tot 2 reserves). Wanneer een team met minder dan 8 personen zwemt, dan wordt er telkens een half punt afgetrokken per persoon die ontbreekt. De vrije combinatie bestaat uit maximaal 10 deelne(e)m(st)ers die een combinatie maken van de onderdelen (solo's, duetten, trio's en teams)
Ten minste 2 onderdelen moeten uit minder dan 3 deelnemers bestaan en ten minste 2 delen moeten uit 4 tot 10 deelnemers bestaan.
De start van het eerste gedeelte mag op de kant of in het water beginnen. Alle verdere delen moeten in het water starten. Een nieuw deel begint waar het vorige deel is geëindigd.